# OTI 1978
Il settimo Festival della canzone iberoamericana si tenne a Santiago, in Cile il 2 dicembre 1978 e fu vinto da Denisse de Kalaffe che rappresentava il Brasile.

## Classifica
| Paese                                    | Artista            | Canzone                                                                                          | Posizione |
| Brasile                                  | Denisse de Kalaffe | El amor, cosa tan rara                                                                           | 1         |
| Stati Uniti                              | Susy Lemán         | Ha vuelto ya                                                                                     | 2         |
| Messico                                  | Lupita D'Alessio   | Como tu                                                                                          | 3         |
| Porto Rico                               | Rafael José        | Hablame                                                                                          | 4         |
| Panama                                   | Roger Bares        | Te cantaré, yo te amaré                                                                          | 5         |
| Spagna                                   | José María Purón   | Mi sitio                                                                                         | 5         |
| Cile                                     | Florcita Motuda    | Pobrecito mortal, si quieres ver menos televisión, descubrirás que aburrido estarás por la tarde | 7         |
| Rep. Dominicana                          | Hilda Saldaña      | Blanca paloma                                                                                    | 8         |
| Honduras                                 | Domingo Trimarchi  | Por esas pequeñas cosas                                                                          | 8         |
| Antille Olandesi                         | Trio Huazteca      | Cuando un amor se muere                                                                          | 10        |
| Argentina                                | Carlos Bazán       | Dijeron que era un niño                                                                          | 11        |
| Perù                                     | Homero             | Mujer, mujer                                                                                     | 12        |
| Costa Rica                               | Fernando Vargas    | Nunca hacia atrás                                                                                | 13        |
| Uruguay                                  | Horacio Paterno    | Con la guitarra, canta                                                                           | 13        |
| Venezuela                                | Nancy Ramos        | Con la suerte a mi favor                                                                         | 15        |
| El Salvador                              | Álvaro Torres      | Gracias                                                                                          | 16        |
| Colombia                                 | Billy Pontoni      | Jóven                                                                                            | 16        |
| Paraguay                                 | Rolando Percy      | Cantando                                                                                         | 18        |
| Ecuador                                  | Gracián            | Juan, el infeliz                                                                                 | 18        |
| Luogo: Teatro Municipal - Santiago, Cile |                    |                                                                                                  |           |